# The Chronological Classics: Ella Fitzgerald 1937-1938
| Recensione | Giudizio |
| ---------- | -------- |
| AllmMsic   | [ 1 ]    |

The Chronological Classics: Ella Fitzgerald 1937-1938 è un album discografico di raccolta della cantante jazz statunitense Ella Fitzgerald, pubblicato dall'etichetta discografica francese Classics Records nel 1990.

## Tracce
1. Big Boy Blue – 2:46 (Jack Lawrence, Dan Howell, Peter Tinturin) – Registrato il 14 gennaio 1937 a New York
2. Dedicated to You – 3:10 (Sammy Cahn, Saul Chaplin) – Registrato il 3 febbraio 1937 a New York
3. You Showed Me the Way – 3:09 (Bud Green, Teddy McCrae) – Registrato il 24 marzo 1937 a New York
4. Crying Mood – 2:35 (Andy Razaf, Chick Webb) – Registrato il 24 marzo 1937 a New York
5. Love Is the Thing So They Say – 2:51 (Sue Werner, Kay Werner) – Registrato il 24 marzo 1937 a New York
6. All Over Nothing at All – 2:40 (Peter Tinturin, Jack Lawrence) – Registrato il 24 maggio 1937 a New York
7. If You Ever Should Leave – 3:13 (Sammy Cahn, Saul Chaplin) – Registrato il 24 maggio 1937 a New York
8. Everyone's Wrong But Me – 3:06 (Sammy Cahn, Saul Chaplin) – Registrato il 24 maggio 1937 a New York
9. Deep in the Heart of the South – 3:16 (Peter Tinturin, Jack Lawrence) – Registrato il 24 maggio 1937 a New York
10. Just a Simple Melody – 2:56 (Sammy Cahn, Saul Chaplin) – Registrato il 27 ottobre 1937 a New York
11. I Got a Guy – 3:20 (Marion Sunshine) – Registrato il 27 ottobre 1937 a New York
12. Holiday in Harlem – 3:10 (Nathaniel Reed, Chick Webb) – Registrato il 27 ottobre 1937 a New York
13. Rock It for Me – 3:10 (Sue Werner, Kay Werner) – Registrato il 1º novembre 1937 a New York
14. I Want to Be Happy – 4:27 (Irving Caesar, Vincent Youmans, Otto Harbach) – Registrato il 17 dicembre 1937 a New York
15. The Dipsy Doodle – 3:14 (Larry Clinton) – Registrato il 17 dicembre 1937 a New York
16. If Dreams Come True – 3:27 (Edgar Sampson) – Registrato il 17 dicembre 1937 a New York
17. Hallelujah! – 4:00 (Leo Robin, Clifford Grey, Vincent Youmans) – Registrato il 17 dicembre 1937 a New York
18. Bei Mir Bist Du Schoen – 3:06 (Sholom Secunda, Jacob Jacobs, Sammy Cahn, Saul Chaplin) – Registrato il 21 dicembre 1937 a New York
19. It's My Turn Now – 2:56 (Sammy Cahn, Saul Chaplin) – Registrato il 21 dicembre 1937 a New York
20. It's Wonderful – 2:57 (Mitchell Parish, Stuff Smith, Robert Wells) – Registrato il 25 gennaio 1938 a New York
21. I Was Doing All Right – 2:56 (Ira Gershwin, George Gershwin) – Registrato il 25 gennaio 1938 a New York
22. A-Tisket, A-Tasket – 2:35 (Ella Fitzgerald, Van Alexander) – Registrato il 2 maggio 1938 a New York

## Musicisti
Big Boy Blue / Dedicated to You

(Ella Fitzgerald and Her Savoy Eight)
- Ella Fitzgerald - voce
- Taft Jordan - tromba
- Sandy Williams - trombone
- Pete Clark - clarinetto
- Teddy McRae - sassofono tenore, sassofono baritono
- Tommy Fulford - pianoforte
- Beverley Peer - contrabbasso
- Chick Webb - batteria, arrangiamenti
- The Mills Brothers (Harry, Donald, Herbert e John Sr.) - cori
- Bernard Addison - chitarra

You Showed Me the Way / Crying Mood / Love Is the Thing So They Say

(Chick Webb and His Orchestra)
- Ella Fitzgerald - voce
- Chick Webb - batteria, direttore orchestra
- Mario Bauza - tromba
- Bobby Stark - tromba
- Taft Jordan - tromba
- Sandy Williams - trombone
- Nat Story - trombone
- Pete Clark - clarinetto, sassofono alto
- Louis Jordan - sassofono alto, voce
- Ted McRae - clarinetto, sassofono tenore
- Wayman Carver - sassofono tenore, flauto
- Tommy Fulford - pianoforte
- John Trueheart - chitarra
- Beverley Peer - contrabbasso

All Over Nothing at All / If You Ever Should Leave / Everyone's Wrong But Me / Deep in the Heart of the South

(Ella Fitzgerald and Her Savoy Eight)
- Ella Fitzgerald - voce
- Taft Jordan - tromba
- Sandy Williams - trombone
- Louis Jordan - sassofono alto
- Teddy McRae - sassofono tenore, sassofono baritono
- Tommy Fulford - pianoforte
- Bobby Johnson - chitarra
- Beverley Peer - contrabbasso
- Chick Webb - batteria

Just a Simple Melody /  I Got a Guy / Holiday in Harlem / Rock It for Me

(Chick Webb and His Orchestra)
- Ella Fitzgerald - voce
- Chick Webb - batteria, direttore orchestra
- Mario Bauza - tromba
- Bobby Stark - tromba
- Taft Jordan - tromba
- Sandy Williams - trombone
- Nat Story - trombone
- Chauncey Haughton - clarinetto, sassofono alto
- Louis Jordan - sassofono alto
- Ted McRae - sassofono tenore
- Wayman Carver - sassofono tenore, flauto
- Tommy Fulford - pianoforte
- Bobby Johnson - chitarra
- Beverley Peer - contrabbasso
- Charlie Dixon - arrangiamenti

I Want to Be Happy / The Dipsy Doodle / If Dreams Come True / Hallelujah!

(Chick Webb and His Orchestra)
- Ella Fitzgerald - voce
- Chick Webb - batteria, direttore orchestra
- Mario Bauza - tromba
- Bobby Stark - tromba
- Taft Jordan - tromba
- Sandy Williams - trombone
- Nat Story - trombone
- Garvin Bushell - clarinetto, sassofono alto
- Louis Jordan - sassofono alto
- Ted McRae - sassofono tenore
- Wayman Carver - sassofono tenore, flauto
- Tommy Fulford - pianoforte
- Bobby Johnson - chitarra
- Beverley Peer - contrabbasso
- TVL - arrangiamenti (solo brano: I Want to Be Happy)

Bei Mir Bist Du Schoen / It's My Turn Now / It's Wonderful / I Was Doing All Right

(Ella Fitzgerald and Her Savoy Eight)
- Ella Fitzgerald - voce
- Taft Jordan - tromba
- Sandy Williams - trombone
- Louis Jordan - sassofono alto
- Teddy McRae - sassofono tenore, sassofono baritono
- Tommy Fulford - pianoforte
- Bobby Johnson - chitarra
- Beverley Peer - contrabbasso
- Chick Webb - batteria

A-Tisket, A-Tasket

(Chick Webb and His Orchestra)
- Ella Fitzgerald - voce
- Chick Webb - batteria, direttore orchestra
- Mario Bauza - tromba
- Bobby Stark - tromba
- Taft Jordan - tromba
- Sandy Williams - trombone
- Nat Story - trombone
- Georges Matthews - trombone
- Garvin Bushell - clarinetto, sassofono alto
- Hilton Jefferson - sassofono alto
- Ted McRae - sassofono tenore
- Wayman Carver - sassofono tenore, flauto
- Tommy Fulford - pianoforte
- Bobby Johnson - chitarra
- Beverley Peer - contrabbasso[2]